# Luigi Wolff

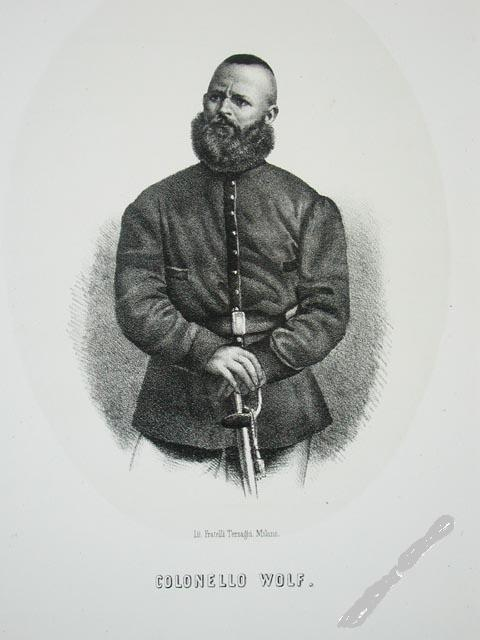
Luigi Wolff em 1861

Luigi Wolff foi um revolucionário italiano de origem semita. Admirador das ideias de Giuseppe Mazzini, foi um dos fundadores da Associação Internacional dos Trabalhadores, tendo atuado em seu Conselho Geral de 1864 a 1865.